# Programma voor rasterafbeeldingen

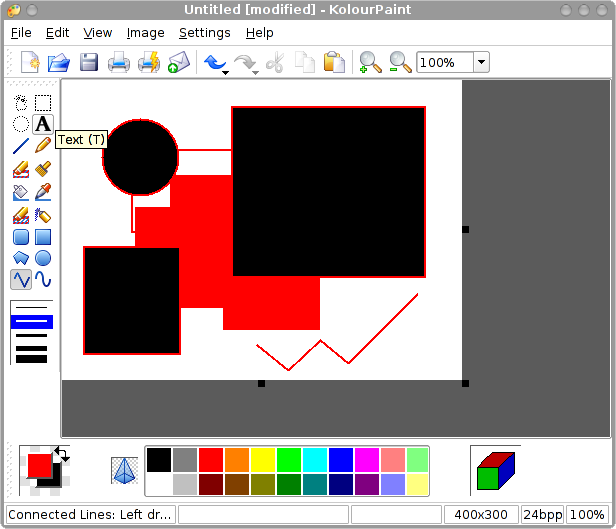
De gebruikersomgeving van het KDE-bitmapprogramma KolourPaint

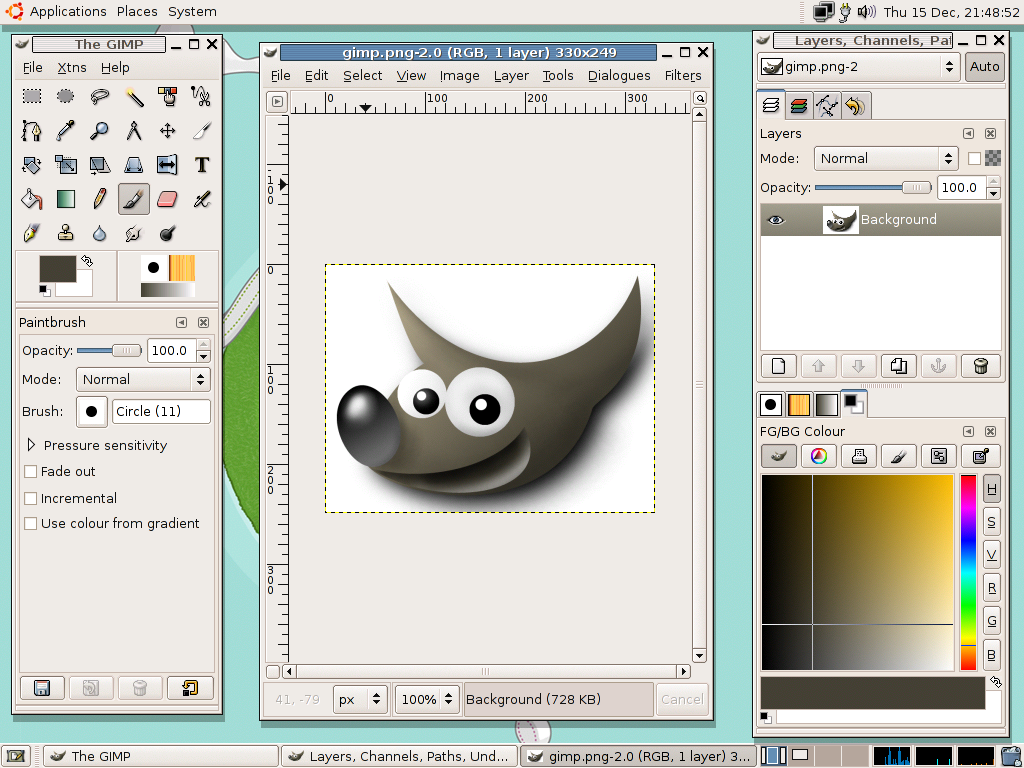
Het programma GIMP

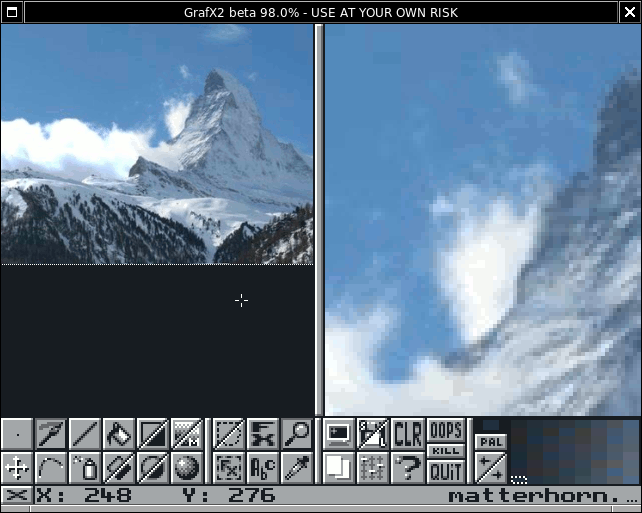
Het programma GrafX2

Een programma voor rasterafbeeldingen is een computerprogramma waarmee gebruikers schilderen en foto's interactief kunnen bewerken op het computerscherm en deze kunnen opslaan in een van de vele populaire bitmap- of rasterafbeelding-bestandsformaten, zoals BMP, JPEG, PNG, GIF en TIFF.
Meestal wordt aan een image viewer de voorkeur gegeven boven een programma voor rasterafbeeldingen om beelden te bekijken.
Sommige programma's zijn gespecialiseerd in het bewerken van foto's, zoals de populaire Adobe Photoshop, terwijl andere meer gericht op het artistieke creëren van illustraties, zoals Adobe Fireworks.
Een programma voor rasterafbeeldingen zal vrijwel altijd standaard onderdeel uitmaken van een graphics suite.

## Vector versus raster
Programma's voor vectorafbeeldingen worden vaak tegenover programma's voor rasterafbeeldingen gezet, en hun mogelijkheden vullen elkaar aan. Programma's voor vectorafbeeldingen zijn beter voor grafische vormgeving, pagina-indeling, typografie, logo's, scherpe artistieke illustraties (bijvoorbeeld cartoons, clip art, complexe geometrische patronen), technische illustraties, diagrammen en stroomdiagrammen. Programma's voor rasterafbeeldingen zijn meer geschikt voor het retoucheren, fotobewerking, foto-realistische illustraties, collage en met de hand getekend illustraties met behulp van een grafisch tablet. Veel hedendaagse illustratoren gebruiken Corel Photo-Paint en Adobe Photoshop om allerlei illustraties te maken. De recente versies van de bitmapprogramma's, zoals GIMP en Photoshop ondersteunen vector-achtige tools (bv. bewerkbare paden), en de vectorprogramma's zoals CorelDRAW en Adobe Illustrator adopteren geleidelijk tools en benaderingen die ooit beperkt waren tot bitmapprogramma's (bijvoorbeeld vervagen).

## Algemene functies
- Het selecteren van een bepaald gebied om te bewerken.
- Het tekenen van lijnen met borstels van verschillende kleur, grootte, vorm en druk.
- Het invullen van een bepaald gebied met een enkele kleur, gradiënt van kleuren, of een textuur.
- het kiezen van een kleur met andere kleurmodellen (bijvoorbeeld RGB, HSV), of door middel van een color picker.
- Bewerken en converteren tussen de verschillende kleurmodellen.
- Invoegen van getypte letters in verschillende lettertypestijlen.
- Verwijderen van krassen, vuil, rimpels en onvolkomenheden van foto's.
- Compositie bewerken met behulp van lagen.
- Toepassen van filters voor effecten, zoals slijpen en vervagen.
- Converteren tussen verschillende bestandsformaten voor afbeeldingen.